# 805 (szám)
A 805 (római számmal: DCCCV) egy természetes szám, szfenikus szám, az 5, a 7 és a 23 szorzata.

## A szám a matematikában
A tízes számrendszerbeli 805-ös a kettes számrendszerben 1100100101, a nyolcas számrendszerben 1445, a tizenhatos számrendszerben 325 alakban írható fel.
A 805 páratlan szám, összetett szám, azon belül szfenikus szám, kanonikus alakban az 51 · 71 · 231 szorzattal, normálalakban a 8,05 · 102 szorzattal írható fel. Nyolc osztója van a természetes számok halmazán, ezek növekvő sorrendben: 1, 5, 7, 23, 35, 115, 161 és 805.
A 805 négyzete 648 025, köbe 521 660 125, négyzetgyöke 28,37252, köbgyöke 9,30248, reciproka 0,0012422. A 805 egység sugarú kör kerülete 5057,96417 egység, területe 2 035 830,579 területegység; a 805 egység sugarú gömb térfogata 2 185 124 821,8 térfogategység.